# Antygomonidae
Antygomonidae zijn een stekelwormenfamilie. De wetenschappelijke naam van de familie werd voor het eerst geldig gepubliceerd in 1994 door Adrianov en Malakhov.

## Soorten
Het volgende geslacht is bij de familie ingedeeld:
- Antygomonas Nebelsick, 1990[3]